# Mistrovství České republiky v orientačním běhu 2005
13. ročník Mistrovství České republiky v orientačním běhu proběhl v roce 2005 v pěti individuálních a dvou týmových disciplínách.

## Nejúspěšnější závodníci
Pořadí závodníků podle získaných medailí (tzv. olympijského hodnocení) všech mistrovských kategorií (D16 – mladší dorostenky, D18 – starší dorostenky, D20 – juniorky, D21 – ženy, H16 – mladší dorostenci, H18 – starší dorostenci, H20 – junioři, H21 – muži) v individuálních disciplínách v roce 2005. Uvedeni jsou závodníci, kteří získali alespoň dvě medaile a zároveň alespoň jednu zlatou medaili.
| Medailové pořadí závodníků na MČR | Medailové pořadí závodníků na MČR | Medailové pořadí závodníků na MČR | Medailové pořadí závodníků na MČR | Medailové pořadí závodníků na MČR |
| Jméno                             | 1. místo                          | 2. místo                          | 3. místo                          | Celkem                            |
| --------------------------------- | --------------------------------- | --------------------------------- | --------------------------------- | --------------------------------- |
| Zdenka Stará                      | 2                                 | 2                                 |                                   | 4                                 |
| Adam Chromý                       | 2                                 | 1                                 |                                   | 3                                 |
| Zdeněk Rajnošek                   | 2                                 | 1                                 |                                   | 3                                 |
| Jan Beneš                         | 2                                 | 1                                 |                                   | 3                                 |
| Šárka Svobodná                    | 2                                 |                                   |                                   | 2                                 |
| Lucie Krafková                    | 2                                 |                                   |                                   | 2                                 |
| Jana Panchártková                 | 2                                 |                                   |                                   | 2                                 |
| Tomáš Dlabaja                     | 2                                 |                                   |                                   | 2                                 |
| Iveta Duchová                     | 1                                 | 2                                 |                                   | 3                                 |
| Štěpán Kodeda                     | 1                                 | 1                                 | 2                                 | 4                                 |
| Simona Karochová                  | 1                                 | 1                                 | 1                                 | 3                                 |
| Michal Horáček                    | 1                                 | 1                                 |                                   | 2                                 |
| Marek Pospíšek                    | 1                                 | 1                                 |                                   | 2                                 |
| Monika Doležalová                 | 1                                 |                                   | 2                                 | 3                                 |
| Jan Palas                         | 1                                 |                                   | 2                                 | 3                                 |
| Jakub Zimmermann                  | 1                                 |                                   | 1                                 | 2                                 |

## Mistrovství ČR na dlouhé trati
| Datum závodu   | 16. 4. 2005 |  | Místo konání    | Brno-Bystrc • aréna |  | Pořadatel       | VSK Mendelu Brno  |
| Ředitel závodu | Emil Bauer  |  | Hlavní rozhodčí | Jiří Urválek        |  | Stavitelé tratí | Jaroslav Dokoupil |
| Název mapy     | Veveří      |  | Web závodu      |                     |  | Výsledky závodu |                   |

| Zkrácené výsledky             | Zkrácené výsledky       | Zkrácené výsledky                  | Zkrácené výsledky       | Zkrácené výsledky       | Zkrácené výsledky | Zkrácené výsledky            | Zkrácené výsledky       | Zkrácené výsledky       | Zkrácené výsledky       |
| Pořadí                        | H21 – muži              | H21 – muži                         | H21 – muži              | H21 – muži              | Pořadí            | D21 – ženy                   | D21 – ženy              | D21 – ženy              | D21 – ženy              |
| ----------------------------- | ----------------------- | ---------------------------------- | ----------------------- | ----------------------- | ----------------- | ---------------------------- | ----------------------- | ----------------------- | ----------------------- |
| Zlatá medaile                 | Michal Horáček          | VSK Slavia TU Liberec              | 2:26:00                 |                         | Zlatá medaile     | Zdenka Stará                 | TJ Tesla Brno           | 1:55:28                 |                         |
| Stříbrná medaile              | Nick Barrable           | TJ Tesla Brno                      | 2:37:53                 | +11:53                  | Stříbrná medaile  | Marta Štěrbová               | OK Lokomotiva Pardubice | 1:59:39                 | +4:11                   |
| Bronzová medaile              | David Hepner            | TJ Slavia Hradec Králové           | 2:39:02                 | +13:02                  | Bronzová medaile  | Michaela Omová               | OOB TJ Turnov           | 2:02:38                 | +7:10                   |
| 4                             | Tomáš Udržal            | OK Lokomotiva Pardubice            | 2:41:46                 | +15:46                  | 4                 | Kristýna Kovářová            | SK Kotlářka Praha       | 2:05:22                 | +9:54                   |
| 5                             | Libor Zřídkaveselý      | SK Žabovřesky Brno                 | 2:43:14                 | +17:14                  | 5                 | Jana Haluzová                | OK Sparta Praha         | 2:06:50                 | +11:22                  |
| 6                             | Jakub Halama            | Klub vytrvalostních sportů Šumperk | 2:43:57                 | +17:57                  | 6                 | Monika Topinková             | OK Jiskra Nový Bor      | 2:07:02                 | +11:34                  |
| 7                             | Petr Henych             | VSK Slavia TU Liberec              | 2:44:08                 | +18:08                  | 7                 | Kateřina Štěpánková-Heczková | TJ Tesla Brno           | 2:07:25                 | +11:57                  |
| 8                             | Pavel Hanák             | SK SKI-OB Šternberk                | 2:44:52                 | +18:52                  | 8                 | Petra Škodová                | OK Lokomotiva Pardubice | 2:07:51                 | +12:23                  |
| 9                             | Richard Pleticha        | TJ Elektrárny Kadaň                | 2:46:47                 | +20:47                  | 9                 | Marta Vlčovská               | OK Lokomotiva Pardubice | 2:10:32                 | +15:04                  |
| 10                            | Pavel Princl            | VŠTJ Stavební fakulta Praha        | 2:50:28                 | +24:28                  | 10                | Petra Tvarůžková             | OK Jihlava              | 2:15:00                 | +19:32                  |
| Pořadí                        | H20 – junioři           | H20 – junioři                      | H20 – junioři           | H20 – junioři           | Pořadí            | D20 – juniorky               | D20 – juniorky          | D20 – juniorky          | D20 – juniorky          |
| Zlatá medaile                 | Zdeněk Rajnošek         | SK Žabovřesky Brno                 | 2:10:25                 |                         | Zlatá medaile     | Lucie Krafková               | OK Jiskra Nový Bor      | 1:33:54                 |                         |
| Stříbrná medaile              | Martin Henych           | VSK Slavia TU Liberec              | 2:14:13                 | +3:48                   | Stříbrná medaile  | Lenka Hrušková               | SK Kotlářka Praha       | 1:39:26                 | +5:32                   |
| Bronzová medaile              | Jakub Háj               | SKOB Zlín                          | 2:19:30                 | +9:05                   | Bronzová medaile  | Martina Spurná               | SK Praga                | 1:40:08                 | +6:14                   |
| Pořadí                        | H18 – starší dorostenci | H18 – starší dorostenci            | H18 – starší dorostenci | H18 – starší dorostenci | Pořadí            | D18 – starší dorostenky      | D18 – starší dorostenky | D18 – starší dorostenky | D18 – starší dorostenky |
| Zlatá medaile                 | Adam Chromý             | SK Žabovřesky Brno                 | 1:30:47                 |                         | Zlatá medaile     | Jana Vaculíková              | OK 99 Hradec Králové    | 1:22:15                 |                         |
| Stříbrná medaile              | Jan Beneš               | Sportcentrum Jičín                 | 1:31:32                 | +0:45                   | Stříbrná medaile  | Vendula Doležalová           | OK 99 Hradec Králové    | 1:23:19                 | +1:04                   |
| Bronzová medaile              | Štěpán Kodeda           | SK Severka Šumperk                 | 1:31:34                 | +0:47                   | Bronzová medaile  | Lucie Machútová              | OK 99 Hradec Králové    | 1:26:11                 | +3:56                   |
| << předchozí • následující >> |                         |                                    |                         |                         |                   |                              |                         |                         |                         |

Souhrnné informace naleznete v článku Mistrovství České republiky v orientačním běhu na dlouhé trati.

## Mistrovství ČR ve sprintu
| Datum závodu   | 4. 6. 2005 |  | Místo konání    | Třebíč - centrum • aréna |  | Pořadatel       | OOB Třebíč |
| Ředitel závodu |            |  | Hlavní rozhodčí |                          |  | Stavitelé tratí |            |
| Název mapy     | Třebíč     |  | Web závodu      |                          |  | Výsledky závodu |            |

| Zkrácené výsledky             | Zkrácené výsledky       | Zkrácené výsledky       | Zkrácené výsledky       | Zkrácené výsledky       | Zkrácené výsledky | Zkrácené výsledky                  | Zkrácené výsledky                         | Zkrácené výsledky       | Zkrácené výsledky       |
| Pořadí                        | H21 – muži              | H21 – muži              | H21 – muži              | H21 – muži              | Pořadí            | D21 – ženy                         | D21 – ženy                                | D21 – ženy              | D21 – ženy              |
| ----------------------------- | ----------------------- | ----------------------- | ----------------------- | ----------------------- | ----------------- | ---------------------------------- | ----------------------------------------- | ----------------------- | ----------------------- |
| Zlatá medaile                 | Tomáš Dlabaja           | SK Žabovřesky Brno      | 16:36                   |                         | Zlatá medaile     | Dana Brožková                      | Sportcentrum Jičín                        | 16:50                   |                         |
| Stříbrná medaile              | Vladimír Lučan          | OK Lokomotiva Pardubice | 16:53                   | +0:17                   | Stříbrná medaile  | Zdenka Stará                       | KOS TJ Tesla Brno                         | 18:32                   | +1:42                   |
| Bronzová medaile              | Michal Smola            | SKOB Zlín               | 17:09                   | +0:33                   | Bronzová medaile  | Marta Štěrbová                     | OK Lokomotiva Pardubice                   | 18:52                   | +2:02                   |
| 4                             | Tomáš Kolařík           | OK Jiskra Nový Bor      | 17:20                   | +0:44                   | 4                 | Martina Dočkalová                  | OK Lokomotiva Pardubice                   | 19:01                   | +2:11                   |
| 5                             | Jan Lauerman            | OK Jihlava              | 17:28                   | +0:52                   | 5                 | Monika Topinková                   | OK Jiskra Nový Bor                        | 19:07                   | +2:17                   |
| 6                             | Libor Zřídkaveselý      | SK Žabovřesky Brno      | 17:44                   | +1:08                   | 6                 | Iva Hrazdírová                     | OK Sparta Praha                           | 19:40                   | +2:50                   |
| 7                             | Gabor Jozsa             | Maďarsko                | 17:52                   | +1:16                   | 7                 | Kristýna Kovářová                  | Oddíl OB Kotlářka                         | 19:50                   | +3:00                   |
| 8                             | Petr Váňa               | OOB TJ Turnov           | 17:54                   | +1:18                   | 8                 | Michaela Omová                     | OOB TJ Turnov                             | 19:51                   | +3:01                   |
| 9                             | Tomáš Novotný           | OK 99 Hradec Králové    | 17:59                   | +1:23                   | 9                 | Barbora Chudíková                  | OK Jihlava                                | 19:55                   | +3:05                   |
| 10                            | Jaromír Švihovský       | Sportcentrum Jičín      | 18:03                   | +1:27                   | 10                | Jana Haluzová                      | OK Sparta Praha                           | 20:05                   | +3:15                   |
| Pořadí                        | H20 – junioři           | H20 – junioři           | H20 – junioři           | H20 – junioři           | Pořadí            | D20 – juniorky                     | D20 – juniorky                            | D20 – juniorky          | D20 – juniorky          |
| Zlatá medaile                 | Štěpán Hejzlar          | Oddíl OB Kotlářka       | 16:50                   |                         | Zlatá medaile     | Jana Panchártková                  | OK 99 Hradec Králové                      | 15:39                   |                         |
| Stříbrná medaile              | Jakub Háj               | SKOB Zlín               | 17:08                   | +0:18                   | Stříbrná medaile  | Veronika Krčálová                  | OK Lokomotiva Pardubice                   | 16:07                   | +0:28                   |
| Bronzová medaile              | Ádám Kovács             | Maďarsko                | 17:09                   | +0:19                   | Bronzová medaile  | Martina Tichovská                  | SK Praga                                  | 17:00                   | +1:21                   |
| Pořadí                        | H18 – starší dorostenci | H18 – starší dorostenci | H18 – starší dorostenci | H18 – starší dorostenci | Pořadí            | D18 – starší dorostenky            | D18 – starší dorostenky                   | D18 – starší dorostenky | D18 – starší dorostenky |
| Zlatá medaile                 | Jan Beneš               | Sportcentrum Jičín      | 15:16                   |                         | Zlatá medaile     | Šárka Svobodná                     | Oddíl OB Kotlářka                         | 15:13                   |                         |
| Stříbrná medaile              | Štěpán Kodeda           | SK Severka Šumperk      | 15:29                   | +0:13                   | Stříbrná medaile  | Simona Karochová                   | Oddíl OB Kotlářka                         | 15:34                   | +0:21                   |
| Bronzová medaile              | Zsolt Lenkei            | Maďarsko                | 15:39                   | +0:23                   | Bronzová medaile  | Zuzana Hermanová Monika Doležalová | OK Lokomotiva Pardubice Oddíl OB Kotlářka | 15:48                   | +0:35                   |
| Pořadí                        | H16 – mladší dorostenci | H16 – mladší dorostenci | H16 – mladší dorostenci | H16 – mladší dorostenci | Pořadí            | D16 – mladší dorostenky            | D16 – mladší dorostenky                   | D16 – mladší dorostenky | D16 – mladší dorostenky |
| Zlatá medaile                 | Antonín Bednařík        | TJ Sokol Vizovice       | 16:21                   |                         | Zlatá medaile     | Adéla Jakobová                     | SOB Olomouc                               | 15:47                   |                         |
| Stříbrná medaile              | Gergely Györgyi-Ambró   | Maďarsko                | 16:22                   | +0:01                   | Stříbrná medaile  | Dorottya Péley                     | Maďarsko                                  | 16:00                   | +0:13                   |
| Bronzová medaile              | Jakub Zimmermann        | SK Žabovřesky Brno      | 16:50                   | +0:29                   | Bronzová medaile  | Lucie Mezníková                    | TJ Lokomotiva Beroun                      | 16:12                   | +0:25                   |
| << předchozí • následující >> |                         |                         |                         |                         |                   |                                    |                                           |                         |                         |

Souhrnné informace naleznete v článku Mistrovství České republiky v orientačním běhu ve sprintu.

## Mistrovství ČR na krátké trati
| Datum závodu   | 18.–19. 6. 2005 |  | Místo konání    | Zubří • aréna |  | Pořadatel       | SK Orientační sporty Nové Město na Moravě |
| Ředitel závodu |                 |  | Hlavní rozhodčí |               |  | Stavitelé tratí |                                           |
| Název mapy     | Zubr západ      |  | Web závodu      |               |  | Výsledky závodu |                                           |

| Zkrácené výsledky             | Zkrácené výsledky       | Zkrácené výsledky           | Zkrácené výsledky       | Zkrácené výsledky       | Zkrácené výsledky | Zkrácené výsledky       | Zkrácené výsledky          | Zkrácené výsledky       | Zkrácené výsledky       |
| Pořadí                        | H21 – muži              | H21 – muži                  | H21 – muži              | H21 – muži              | Pořadí            | D21 – ženy              | D21 – ženy                 | D21 – ženy              | D21 – ženy              |
| ----------------------------- | ----------------------- | --------------------------- | ----------------------- | ----------------------- | ----------------- | ----------------------- | -------------------------- | ----------------------- | ----------------------- |
| Zlatá medaile                 | Martin Janata           | Oddíl OB Kotlářka           | 36:29                   |                         | Zlatá medaile     | Zdenka Stará            | KOS TJ Tesla Brno          | 36:32                   |                         |
| Stříbrná medaile              | Michal Horáček          | Slavia Liberec orienteering | 36:32                   | +0:03                   | Stříbrná medaile  | Mária Kováříková        | TJ TŽ Třinec               | 38:12                   | +1:40                   |
| Bronzová medaile              | Zbyněk Štěrba           | OK Lokomotiva Pardubice     | 37:07                   | +0:38                   | Bronzová medaile  | Martina Dočkalová       | OK Lokomotiva Pardubice    | 38:27                   | +1:55                   |
| 4                             | Lukáš Přinda            | Slavia Liberec orienteering | 37:40                   | +1:11                   | 4                 | Kristýna Kovářová       | Oddíl OB Kotlářka          | 38:56                   | +2:24                   |
| 5                             | Karel Fučík             | VSK Mendelu Brno            | 38:31                   | +2:02                   | 5                 | Michaela Omová          | OOB TJ Turnov              | 39:56                   | +3:24                   |
| 6                             | Nick Barrable           | KOS TJ Tesla Brno           | 39:00                   | +2:31                   | 6                 | Eva Smičková            | Oddíl OS SK Prostějov      | 40:13                   | +3:41                   |
| 7                             | Michal Matějů           | USK Praha                   | 39:03                   | +2:34                   | 7                 | Lucie Waldová           | Oddíl OB Kotlářka          | 40:16                   | +3:44                   |
| 8                             | Tomáš Kolařík           | OK Jiskra Nový Bor          | 39:31                   | +3:02                   | 8                 | Barbora Baldrianová     | USK Praha                  | 41:03                   | +4:31                   |
| 9                             | Michal Smola            | SKOB Zlín                   | 39:41                   | +3:12                   | 9                 | Veronika Běhounová      | OK 99 Hradec Králové       | 41:17                   | +4:45                   |
| 10                            | Radovan Čech            | KOS TJ Tesla Brno           | 40:13                   | +3:44                   | 10                | Barbora Chudíková       | OK Jihlava                 | 41:47                   | +5:15                   |
| Pořadí                        | H20 – junioři           | H20 – junioři               | H20 – junioři           | H20 – junioři           | Pořadí            | D20 – juniorky          | D20 – juniorky             | D20 – juniorky          | D20 – juniorky          |
| Zlatá medaile                 | Jan Palas               | Sportcentrum Jičín          | 30:40                   |                         | Zlatá medaile     | Iveta Duchová           | OK Lokomotiva Pardubice    | 30:33                   |                         |
| Stříbrná medaile              | Zdeněk Rajnošek         | SK Žabovřesky Brno          | 32:27                   | +1:47                   | Stříbrná medaile  | Lenka Zatloukalová      | Oddíl OS SK Prostějov      | 32:13                   | +1:40                   |
| Bronzová medaile              | Martin Henych           | Slavia Liberec orienteering | 33:02                   | +2:22                   | Bronzová medaile  | Pavla Fukátková         | OK Lokomotiva Pardubice    | 32:35                   | +2:02                   |
| Pořadí                        | H18 – starší dorostenci | H18 – starší dorostenci     | H18 – starší dorostenci | H18 – starší dorostenci | Pořadí            | D18 – starší dorostenky | D18 – starší dorostenky    | D18 – starší dorostenky | D18 – starší dorostenky |
| Zlatá medaile                 | Štěpán Kodeda           | SK Severka Šumperk          | 25:23                   |                         | Zlatá medaile     | Šárka Svobodná          | Oddíl OB Kotlářka          | 26:02                   |                         |
| Stříbrná medaile              | Adam Chromý             | SK Žabovřesky Brno          | 26:38                   | +1:15                   | Stříbrná medaile  | Zuzana Hermanová        | OK Lokomotiva Pardubice    | 26:23                   | +0:21                   |
| Bronzová medaile              | Michal Krajčík          | Slovensko                   | 26:49                   | +1:26                   | Bronzová medaile  | Hana Hlavová            | KOB Konice                 | 26:47                   | +0:45                   |
| Pořadí                        | H16 – mladší dorostenci | H16 – mladší dorostenci     | H16 – mladší dorostenci | H16 – mladší dorostenci | Pořadí            | D16 – mladší dorostenky | D16 – mladší dorostenky    | D16 – mladší dorostenky | D16 – mladší dorostenky |
| Zlatá medaile                 | Daniel Hájek            | SK Žabovřesky Brno          | 27:25                   |                         | Zlatá medaile     | Lenka Mechlová          | OK Jilemnice               | 23:19                   |                         |
| Stříbrná medaile              | Tomáš Henych            | Slavia Liberec orienteering | 27:33                   | +0:08                   | Stříbrná medaile  | Jindra Hlavová          | KOB Konice                 | 24:14                   | +0:55                   |
| Bronzová medaile              | Jan Kubát               | OK 99 Hradec Králové        | 28:30                   | +1:05                   | Bronzová medaile  | Martina Jirčáková       | SOOB Spartak Rychnov n.Kn. | 24:40                   | +1:21                   |
| << předchozí • následující >> |                         |                             |                         |                         |                   |                         |                            |                         |                         |

Souhrnné informace naleznete v článku Mistrovství České republiky v orientačním běhu na krátké trati.

## Mistrovství ČR na klasické trati
| Datum závodu   | 17.–18. 9. 2005 |  | Místo konání    | Janov • aréna        |  | Pořadatel       | OK Lokomotiva Pardubice |
| Ředitel závodu | Karel Haas      |  | Hlavní rozhodčí | Petr Klimpl          |  | Stavitelé tratí | Karel Haas              |
| Název mapy     | Janov           |  | Web závodu      | http://lpu.cz/mcr05/ |  | Výsledky závodu |                         |

| Zkrácené výsledky             | Zkrácené výsledky       | Zkrácené výsledky          | Zkrácené výsledky       | Zkrácené výsledky       | Zkrácené výsledky | Zkrácené výsledky                | Zkrácené výsledky                      | Zkrácené výsledky       | Zkrácené výsledky       |
| Pořadí                        | H21 – muži              | H21 – muži                 | H21 – muži              | H21 – muži              | Pořadí            | D21 – ženy                       | D21 – ženy                             | D21 – ženy              | D21 – ženy              |
| ----------------------------- | ----------------------- | -------------------------- | ----------------------- | ----------------------- | ----------------- | -------------------------------- | -------------------------------------- | ----------------------- | ----------------------- |
| Zlatá medaile                 | Jaromír Švihovský       | Sportcentrum Jičín         | 1:31:38                 |                         | Zlatá medaile     | Vendula Klechová                 | KOS TJ Tesla Brno                      | 1:09:47                 |                         |
| Stříbrná medaile              | Luboš Matějů            | SK Praga                   | 1:31:57                 | +0:19                   | Stříbrná medaile  | Zdenka Stará                     | KOS TJ Tesla Brno                      | 1:10:26                 | +0:39                   |
| Bronzová medaile              | Jan Mrázek              | OK Sparta Praha            | 1:32:13                 | +0:35                   | Bronzová medaile  | Martina Dočkalová                | OK Lokomotiva Pardubice                | 1:13:22                 | +3:35                   |
| 4                             | Vladimír Lučan          | OK Lokomotiva Pardubice    | 1:33:20                 | +1:42                   | 4                 | Zuzana Stehnová                  | OK Slavia Hradec Králové               | 1:14:29                 | +4:42                   |
| 5                             | Michal Smola            | SKOB Zlín                  | 1:33:37                 | +1:59                   | 5                 | Marta Štěrbová                   | OK Lokomotiva Pardubice                | 1:14:30                 | +4:43                   |
| 6                             | Petr Losman             | OK 99 Hradec Králové       | 1:34:22                 | +2:44                   | 6                 | Iva Rufferová                    | OK Jiskra Nový Bor                     | 1:14:51                 | +5:04                   |
| 7                             | Jan Procházka           | SK Praga                   | 1:34:33                 | +2:55                   | 7                 | Lucie Waldová                    | Oddíl OB Kotlářka                      | 1:16:03                 | +6:16                   |
| 8                             | Michal Jedlička         | OK Slavia Hradec Králové   | 1:34:54                 | +3:16                   | 8                 | Radka Brožková                   | Sportcentrum Jičín                     | 1:16:09                 | +6:22                   |
| 9                             | David Hepner            | OK Slavia Hradec Králové   | 1:35:13                 | +3:35                   | 9                 | Romana Kalenská                  | Sportcentrum Jičín                     | 1:16:29                 | +6:42                   |
| 10                            | Libor Zřídkaveselý      | SK Žabovřesky Brno         | 1:36:55                 | +5:17                   | 10                | Martina Fejlková                 | OK Slavia Hradec Králové               | 1:19:22                 | +9:35                   |
| Pořadí                        | H20 – junioři           | H20 – junioři              | H20 – junioři           | H20 – junioři           | Pořadí            | D20 – juniorky                   | D20 – juniorky                         | D20 – juniorky          | D20 – juniorky          |
| Zlatá medaile                 | Zdeněk Rajnošek         | SK Žabovřesky Brno         | 1:08:52                 |                         | Zlatá medaile     | Jana Panchártková                | OK 99 Hradec Králové                   | 52:32                   |                         |
| Stříbrná medaile              | Martin Stehlík          | SK Žabovřesky Brno         | 1:12:56                 | +4:04                   | Stříbrná medaile  | Iveta Duchová                    | OK Lokomotiva Pardubice                | 52:57                   | +0:25                   |
| Bronzová medaile              | Jan Palas               | Sportcentrum Jičín         | 1:13:56                 | +5:04                   | Bronzová medaile  | Veronika Krčálová                | OK Lokomotiva Pardubice                | 56:23                   | +3:51                   |
| Pořadí                        | H18 – starší dorostenci | H18 – starší dorostenci    | H18 – starší dorostenci | H18 – starší dorostenci | Pořadí            | D18 – starší dorostenky          | D18 – starší dorostenky                | D18 – starší dorostenky | D18 – starší dorostenky |
| Zlatá medaile                 | Adam Chromý             | SK Žabovřesky Brno         | 52:30                   |                         | Zlatá medaile     | Monika Doležalová                | Oddíl OB Kotlářka                      | 43:38                   |                         |
| Stříbrná medaile              | Vojtěch Král            | SK Severka Šumperk         | 53:10                   | +0:40                   | Stříbrná medaile  | Zuzana Hermanová                 | OK Lokomotiva Pardubice                | 45:34                   | +1:56                   |
| Bronzová medaile              | Štěpán Kodeda           | SK Severka Šumperk         | 53:29                   | +0:59                   | Bronzová medaile  | Simona Karochová Lucie Machútová | Oddíl OB Kotlářka OK 99 Hradec Králové | 46:00                   | +2:22                   |
| Pořadí                        | H16 – mladší dorostenci | H16 – mladší dorostenci    | H16 – mladší dorostenci | H16 – mladší dorostenci | Pořadí            | D16 – mladší dorostenky          | D16 – mladší dorostenky                | D16 – mladší dorostenky | D16 – mladší dorostenky |
| Zlatá medaile                 | Jakub Zimmermann        | SK Žabovřesky Brno         | 47:47                   |                         | Zlatá medaile     | Andrea Freyová                   | OK Potůčky                             | 37:24                   |                         |
| Stříbrná medaile              | Marek Pospíšek          | KOS TJ Tesla Brno          | 48:17                   | +0:30                   | Stříbrná medaile  | Martina Jirčáková                | SOOB Spartak Rychnov n.Kn.             | 39:05                   | +1:41                   |
| Bronzová medaile              | Adam Dusílek            | SOOB Spartak Rychnov n.Kn. | 49:17                   | +1:30                   | Bronzová medaile  | Eliška Kuncová                   | MLOK Mariánské Lázně                   | 39:40                   | +2:16                   |
| << předchozí • následující >> |                         |                            |                         |                         |                   |                                  |                                        |                         |                         |

Souhrnné informace naleznete v článku Mistrovství České republiky v orientačním běhu na klasické trati.

## Mistrovství ČR štafet
| Datum závodu   | 24. 9. 2005  |  | Místo konání    | Chvaleč • aréna                       |  | Pořadatel       | OK Slavia Hradec Králové |
| Ředitel závodu | Karel Toužil |  | Hlavní rozhodčí | Jan Netuka                            |  | Stavitelé tratí | Michal Jedlička          |
| Název mapy     | Celestýn     |  | Web závodu      | http://www.shk-ob.cz/zavody/2005_mcr/ |  | Výsledky závodu |                          |

| Zkrácené výsledky             | Zkrácené výsledky                                                   | Zkrácené výsledky | Zkrácené výsledky | Zkrácené výsledky | Zkrácené výsledky                                                           | Zkrácené výsledky | Zkrácené výsledky | Zkrácené výsledky | Zkrácené výsledky |
| Pořadí                        | H21 – muži                                                          | H21 – muži        | H21 – muži        | Pořadí            | D21 – ženy                                                                  | D21 – ženy        | D21 – ženy        |                   |                   |
| ----------------------------- | ------------------------------------------------------------------- | ----------------- | ----------------- | ----------------- | --------------------------------------------------------------------------- | ----------------- | ----------------- | ----------------- | ----------------- |
| Zlatá medaile                 | SK Praga Luboš Matějů Jan Skyva Jan Procházka                       | 2:17:51           |                   | Zlatá medaile     | OK Lokomotiva Pardubice Iveta Duchová Martina Dočkalová Marta Štěrbová      | 2:07:30           |                   |                   |                   |
| Stříbrná medaile              | SK Žabovřesky Brno Zdeněk Rajnošek Libor Zřídkaveselý Tomáš Dlabaja | 2:21:15           | +3:24             | Stříbrná medaile  | OK 99 Hradec Králové Veronika Běhounová Kateřina Nováková Jana Panchártková | 2:14:18           | +6:48             |                   |                   |
| Bronzová medaile              | OK Jihlava Milan Venhoda Marek Prášil Jan Lauerman                  | 2:21:56           | +4:05             | Bronzová medaile  | KOS TJ Tesla Brno Zuzana Macúchová Zdenka Stará Vendula Klechová            | 2:15:21           | +7:51             |                   |                   |
| 4                             | KOS TJ Tesla Brno Nick Barrable Radovan Čech Osvald Kozák           | 2:22:49           | +4:58             | 4                 | Oddíl OB Kotlářka Lucie Waldová Lenka Hrušková Kristýna Kovářová            | 2:16:54           | +9:24             |                   |                   |
| 5                             | OK 99 Hradec Králové Michal Černý Petr Zvěřina Petr Losman          | 2:24:08           | +6:17             | 5                 | OK Jiskra Nový Bor Lucie Krafková Ita Krafková Iva Rufferová                | 2:19:18           | +11:48            |                   |                   |
| Pořadí                        | H18 – dorostenci                                                    | H18 – dorostenci  | H18 – dorostenci  | Pořadí            | D18 – dorostenky                                                            | D18 – dorostenky  | D18 – dorostenky  |                   |                   |
| Zlatá medaile                 | SK Severka Šumperk Štěpán Kodeda Petr Strachota Vojtěch Král        | 2:03:49           |                   | Zlatá medaile     | OK 99 Hradec Králové Vendula Doležalová Lucie Machútová Jana Vaculíková     | 1:51:11           |                   |                   |                   |
| Stříbrná medaile              | Sportcentrum Jičín Štěpán Holas Michal Drobník Jan Beneš            | 2:06:40           | +2:51             | Stříbrná medaile  | Oddíl OB Kotlářka Ivana Bochenková Simona Karochová Monika Doležalová       | 1:52:10           | +0:59             |                   |                   |
| Bronzová medaile              | SK Žabovřesky Brno Jakub Zimmermann Daniel Hájek Adam Chromý        | 2:08:27           | +4:38             | Bronzová medaile  | KOB Konice Petra Dittrichová Hana Hlavová Jindra Hlavová                    | 1:58:31           | +7:20             |                   |                   |
| << předchozí • následující >> |                                                                     |                   |                   |                   |                                                                             |                   |                   |                   |                   |

Souhrnné informace naleznete v článku Mistrovství České republiky v orientačním běhu štafet.

## Mistrovství ČR klubů a oblastních výběrů
| Datum závodu   | 25. 9. 2005  |  | Místo konání    | Chvaleč • aréna                       |  | Pořadatel       | OK Slavia Hradec Králové |
| Ředitel závodu | Karel Toužil |  | Hlavní rozhodčí | Jan Netuka                            |  | Stavitelé tratí | Michal Jedlička          |
| Název mapy     | Žába         |  | Web závodu      | http://www.shk-ob.cz/zavody/2005_mcr/ |  | Výsledky závodu |                          |

| Zkrácené výsledky             | Zkrácené výsledky | Zkrácené výsledky | Zkrácené výsledky | Zkrácené výsledky | Zkrácené výsledky | Zkrácené výsledky | Zkrácené výsledky | Zkrácené výsledky | Zkrácené výsledky |
| Pořadí                        | DH21 - dospělí | DH21 - dospělí    | DH21 - dospělí    | Pořadí            | DH18 - dorost | DH18 - dorost     | DH18 - dorost     |                   |                   |
| ----------------------------- | --- | ----------------- | ----------------- | ----------------- | --- | ----------------- | ----------------- | ----------------- | ----------------- |
| Zlatá medaile                 | OK Lokomotiva Pardubice Tomáš Udržal Martina Dočkalová Jan Hovorka Veronika Krčálová Zbyněk Štěrba Marta Štěrbová Vladimír Lučan | 4:43:04           |                   | Zlatá medaile     | SK Žabovřesky Brno Daniel Hájek Eva Kabáthová Tomáš Bořil Jana Kršiaková Adam Chromý Adéla Štěpánská Jakub Zimmermann         | 4:24:03           |                   |                   |                   |
| Stříbrná medaile              | KOS TJ Tesla Brno Nick Barrable Zdenka Stará Martin Štěpánek Zuzana Macúchová Radovan Čech Vendula Klechová Osvald Kozák         | 4:49:00           | +5:56             | Stříbrná medaile  | OK Jilemnice Martin Černý Ivana Prchalová Václav Budín Lenka Mechlová Jan Perůtka Tereza Petrželová Jiří Mališ                | 4:31:24           | +7:21             |                   |                   |
| Bronzová medaile              | OK Slavia Hradec Králové Jan Gazdačko Bodil Holmström Jakub Weiner Bohdana Térová David Hepner Zuzana Stehnová Václav Komanec    | 4:50:04           | +7:00             | Bronzová medaile  | Sportcentrum Jičín Michal Drobník Michaela Špicarová Petr Špicar Petra Matušová Jan Beneš Lucie Soukupová Štěpán Holas        | 4:37:48           | +13:45            |                   |                   |
| 4                             | OK 99 Hradec Králové Michal Černý Kateřina Nováková Radek Novotný Veronika Běhounová Petr Zvěřina Jana Panchártková Petr Losman  | 4:50:44           | +7:40             | 4                 | OOB TJ Slovan Luhačovice Zdeněk Slezák Lucie Vlažná Jiří Slezák Blanka Cahlová Marek Cahel Pavla Hubáčková Jan Vlažný         | 4:39:36           | +15:33            |                   |                   |
| 5                             | Sportcentrum Jičín Ondřej Kazda Magdalena Ticháčková Zdeněk Zikmund Romana Kalenská Jaromír Švihovský Radka Brožková Jan Palas   | 4:56:11           | +13:07            | 5                 | SOOB Spartak Rychnov n.Kn. Martin Samek Věra Müllerová Martin Klícha Jana Andršová Lukáš Pátek Martina Jirčáková Adam Dusílek | 4:41:25           | +17:22            |                   |                   |
| << předchozí • následující >> | |                   |                   |                   | |                   |                   |                   |                   |

Souhrnné informace naleznete v článku Mistrovství České republiky v orientačním běhu klubů a oblastních výběrů.

## Mistrovství ČR v nočním OB
| Datum závodu   | 27. 9. 2005    |  | Místo konání    | Helfštýn • aréna |  | Pořadatel       | Oddíl OS SK Prostějov |
| Ředitel závodu | Dušan Vystavěl |  | Hlavní rozhodčí | David Aleš       |  | Stavitelé tratí | Petr Hynek            |
| Název mapy     | Helfštýn 2005  |  | Web závodu      |                  |  | Výsledky závodu |                       |

| Zkrácené výsledky | Zkrácené výsledky       | Zkrácené výsledky           | Zkrácené výsledky       | Zkrácené výsledky       | Zkrácené výsledky | Zkrácené výsledky            | Zkrácené výsledky        | Zkrácené výsledky       | Zkrácené výsledky       |
| Pořadí            | H21 – muži              | H21 – muži                  | H21 – muži              | H21 – muži              | Pořadí            | D21 – ženy                   | D21 – ženy               | D21 – ženy              | D21 – ženy              |
| ----------------- | ----------------------- | --------------------------- | ----------------------- | ----------------------- | ----------------- | ---------------------------- | ------------------------ | ----------------------- | ----------------------- |
| Zlatá medaile     | Tomáš Dlabaja           | SK Žabovřesky Brno          | 1:11:37                 |                         | Zlatá medaile     | Zuzana Stehnová              | OK Slavia Hradec Králové | 59:00                   |                         |
| Stříbrná medaile  | Vít Pospíšil            | USK Praha                   | 1:16:28                 | +4:51                   | Stříbrná medaile  | Barbora Chudíková            | OK Jihlava               | 1:02:30                 | +3:30                   |
| Bronzová medaile  | Michal Jedlička         | OK Slavia Hradec Králové    | 1:20:11                 | +8:34                   | Bronzová medaile  | Romana Kalenská              | Sportcentrum Jičín       | 1:02:51                 | +3:51                   |
| 4                 | Petr Henych             | Slavia Liberec orienteering | 1:20:40                 | +9:03                   | 4                 | Martina Dočkalová            | OK Lokomotiva Pardubice  | 1:05:26                 | +6:26                   |
| 5                 | Zbyněk Štěrba           | OK Lokomotiva Pardubice     | 1:22:16                 | +10:39                  | 5                 | Lenka Klimplová              | OK Lokomotiva Pardubice  | 1:05:50                 | +6:50                   |
| 6                 | Jiří Procházka          | KOS TJ Tesla Brno           | 1:22:20                 | +10:43                  | 6                 | Kristýna Kovářová            | Oddíl OB Kotlářka        | 1:06:17                 | +7:17                   |
| 7                 | Radovan Čech            | KOS TJ Tesla Brno           | 1:23:33                 | +11:56                  | 7                 | Lucie Waldová                | Oddíl OB Kotlářka        | 1:07:30                 | +8:30                   |
| 8                 | Radek Novotný           | OK 99 Hradec Králové        | 1:23:44                 | +12:07                  | 8                 | Kristýna Bořánková-Šimůnková | USK Praha                | 1:09:26                 | +10:26                  |
| 9                 | Milan Jalový            | SK Radioklub Blansko        | 1:24:01                 | +12:24                  | 9                 | Kateřina Nováková            | OK 99 Hradec Králové     | 1:10:50                 | +11:50                  |
| 10                | Ondřej Kazda            | Sportcentrum Jičín          | 1:24:12                 | +12:35                  | 10                | Lucie Šolínová               | OK 99 Hradec Králové     | 1:13:31                 | +14:31                  |
| Pořadí            | H20 – junioři           | H20 – junioři               | H20 – junioři           | H20 – junioři           | Pořadí            | D20 – juniorky               | D20 – juniorky           | D20 – juniorky          | D20 – juniorky          |
| Zlatá medaile     | Jan Skyva               | SK Praga                    | 1:06:06                 |                         | Zlatá medaile     | Lucie Krafková               | OK Jiskra Nový Bor       | 49:01                   |                         |
| Stříbrná medaile  | Martin Henych           | Slavia Liberec orienteering | 1:13:09                 | +7:03                   | Stříbrná medaile  | Iveta Duchová                | OK Lokomotiva Pardubice  | 50:16                   | +1:15                   |
| Bronzová medaile  | Jan Palas               | Sportcentrum Jičín          | 1:15:01                 | +8:55                   | Bronzová medaile  | Lenka Zatloukalová           | Oddíl OS SK Prostějov    | 54:52                   | +5:51                   |
| Pořadí            | H18 – starší dorostenci | H18 – starší dorostenci     | H18 – starší dorostenci | H18 – starší dorostenci | Pořadí            | D18 – starší dorostenky      | D18 – starší dorostenky  | D18 – starší dorostenky | D18 – starší dorostenky |
| Zlatá medaile     | Jan Beneš               | Sportcentrum Jičín          | 56:34                   |                         | Zlatá medaile     | Simona Karochová             | Oddíl OB Kotlářka        | 44:28                   |                         |
| Stříbrná medaile  | Štěpán Holas            | Sportcentrum Jičín          | 58:44                   | +2:10                   | Stříbrná medaile  | Lucie Machútová              | OK 99 Hradec Králové     | 47:13                   | +2:45                   |
| Bronzová medaile  | Martin Kočí             | VSK Mendelu Brno            | 1:04:14                 | +7:40                   | Bronzová medaile  | Monika Doležalová            | Oddíl OB Kotlářka        | 49:27                   | +4:59                   |
| Pořadí            | H16 – mladší dorostenci | H16 – mladší dorostenci     | H16 – mladší dorostenci | H16 – mladší dorostenci | Pořadí            | D16 – mladší dorostenky      | D16 – mladší dorostenky  | D16 – mladší dorostenky | D16 – mladší dorostenky |
| Zlatá medaile     | Marek Pospíšek          | KOS TJ Tesla Brno           | 45:23                   |                         | Zlatá medaile     | Ivana Bochenková             | Oddíl OB Kotlářka        | 34:43                   |                         |
| Stříbrná medaile  | Jan Vlažný              | OOB TJ Slovan Luhačovice    | 46:45                   | +1:22                   | Stříbrná medaile  | Lucie Soukupová              | Sportcentrum Jičín       | 43:13                   | +8:30                   |
| Bronzová medaile  | Štěpán Zimmermann       | SK Žabovřesky Brno          | 47:49                   | +2:26                   | Bronzová medaile  | Lucie Mezníková              | TJ Lokomotiva Beroun     | 43:48                   | +9:05                   |

Souhrnné informace naleznete v článku Mistrovství České republiky v nočním orientačním běhu.